# 塞缪尔·J·兰德尔
塞缪尔·杰克逊·兰德尔（英語：Samuel Jackson Randall，1828年10月10日—1890年4月13日）是美国民主党政治家，于19世纪下半叶担任宾夕法尼亚州联邦众议员，曾是第29任众议院议长，并两次参与党派美国总统候选人提名的竞争。
兰德尔生于费城辉格党政治世家，在辉格党消亡后加入民主党。19世纪50年代，兰德尔当选费城市议员，拉开从政生涯序幕，接下来又进入宾夕法尼亚州参议院。南北战争期间，兰德尔在北军骑兵队服役，于1862年当选联邦众议员，此后一直连任直至去世。作为工业州的代表，兰德尔以坚定捍卫旨在帮助国内制造行业对抗国际竞争的保护性关税著称。虽然在关税问题上经常同共和党人站在一边，但他也像其他大部分民主党议员一样反对重建法案和联邦权力的扩张。
兰德尔坚持缩减中央政府规模、减少集权，在众议院的民主党人中崭露头角，于1876年当选议长，并且一直任职到1881年共和党重夺众议院多数时止。1880和1884年，兰德尔两次加入民主党总统候选人提名的争夺，但他对高关税的支持也疏远了许多民主党人。1883年民主党再度赢得众议院多数时，兰德尔未能当选议长，但继续在国会领导拨款委员会。虽然仍是广受尊重的党派领导人，但他的影响力伴随着民主党逐渐偏向支持自由贸易而缩减，身体状况也不断恶化。1890年4月13日，塞缪尔·杰克逊·兰德尔在哥伦比亚特区逝世，享年61岁。

## 早年经历和家庭
塞缪尔·杰克逊·兰德尔于1828年10月10日在宾夕法尼亚州费城出生，他的父亲叫乔赛亚·兰德尔（Josiah Randall），母亲叫安·沃瑞尔·兰德尔（Ann Worrell Randall），塞缪尔是两人的长子，家中之后再添3丁，分别起名威廉（William）、罗伯特（Robert）和亨利（Henry）。乔赛亚曾于19世纪20年代在州议会任职，是费城数一数二的律师。塞缪尔的爷爷马修·兰德尔（Matthew Randall）是19世纪初宾夕法尼亚州普通法法院的法官，还是费城的县法院首席书记官。赛缪尔的姥爷约瑟夫·沃瑞尔（Joseph Worrell）则在托马斯·杰斐逊执政期间积极参与民主党政治事务。乔赛亚以辉格党人身份从政，但在19世纪50年代该党瓦解后转投民主党的怀抱。
塞缪尔出生时，他的家人住在费城第七街和核桃街之间，这里如今属中心城区，包括中心商务区和中部地区。赛缪尔在隶属宾夕法尼亚大学的大学学院接受教育，于17岁那年毕业。但他没有跟随父亲的脚步开始从事法律工作，而是成为当地某丝稠商人的记帐员。此后不久，他开办煤炭运输业务，仅21岁就成为废铁业务公司“厄普和兰德尔”（Earp and Randall）的合伙人。
两年后（1851年），兰德尔与芳妮·艾格尼丝·沃德（Fannie Agnes Ward）成婚，他的岳父是纽约州联邦众议员亚伦·沃德（Aaron Ward），岳母叫玛丽·沃森·沃德（Mary Watson Ward），住在威斯特彻斯特县一个名叫“辛辛”（Sing Sing）的村庄。亚伦于1825至1843年间以杰克逊民主党人身份数次入选国会，还是纽约州民兵少将。兰德尔和芳妮之后生下3个孩子，分别起名叫安（Ann）、苏珊（Susan）和塞缪尔·乔赛亚（Samuel Josiah）。

## 地方从政经历和军旅生涯
1851年，兰德尔协助父亲为当地法官的竞选活动工作。该法官是辉格党人，面对美国人党（通常又称“一无所知党”）的强劲挑战最终仍然当选。辉格党这时已是日落西山之境，美国人党正如日中天，兰德尔因此在1852年竞选费城市议员时自称“美国辉格党人”。在选举中胜出后，虽然任期仅有1年，但他连续3度取得连任，从1852年任职到1856年。在此期间，费城的行政区域划分有大幅调整，所有费城县的乡镇及区都于1854合并成一个城市。

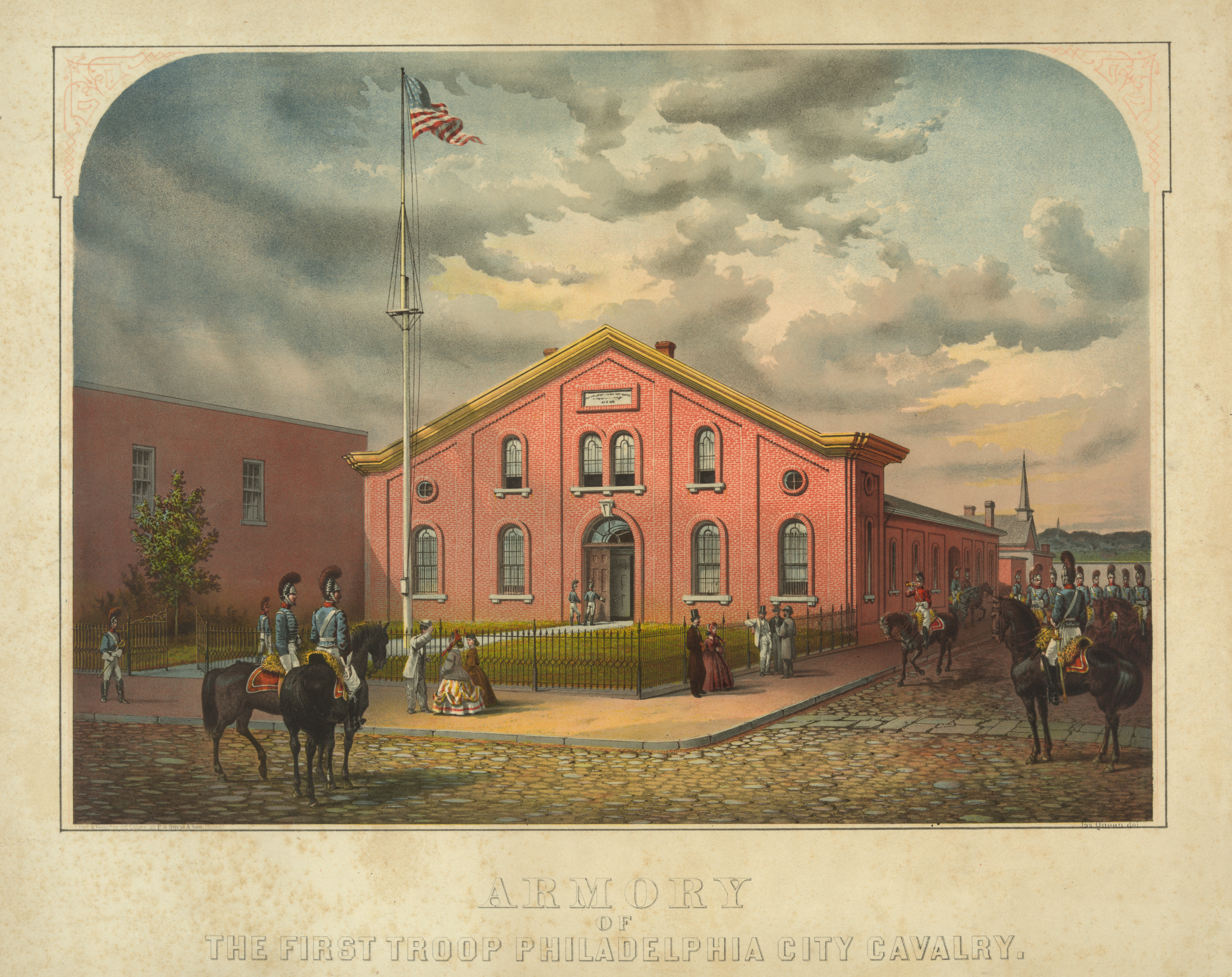
1861至1863间，兰德尔在费城骑兵队第一城分队服役，上图即为部队总部。

随着辉格党瓦解冰消，兰德尔和家人成为民主党人。当时正担任美国驻英国大使的宾夕法尼亚州民主党人詹姆斯·布坎南和乔赛亚·兰德尔关系友好。1856年，兰德尔和父亲一起出席民主党全国大会，为布坎南争取总统候选人提名并取得成功。1858年，兰德尔所在的州参议院选区议员职位出缺，他以民主党人身份参选，赢得该议席的剩余任期。政治上频频告捷的兰德尔这时还只有30岁，他在州参议院的大部分时间里都是在处理组建街道铁路公司的相关政务，深信自己代表的选区会因此获益。兰德尔还支持立法缩减银行的权力，并且在他整个职业生涯中始终倡导这一目标。1860年，他竞选连任州参议员，弟弟罗伯特则出马竞选州众议员。两人都没有听从父亲“不要有太多个姓兰德尔的同时参选”的建议，结果双双落败。
1861年，南方有11个州宣布脱离联邦，并组建美利坚联盟国，内战随即爆发，兰德尔于这年5月成为费城市骑兵队第一分队列兵。兰德尔的服役时间只有90天，并且也没有参与过实战，部队这段时间驻扎在宾夕法尼亚州中部和弗吉尼亚州东部。1863年，他再度加入这支部队并当选上尉。这年夏天的盖茨堡战役期间，第一分队被派往宾夕法尼亚州中部，罗伯特·李将军正于此时率领南军将士侵入宾夕法尼亚州。盖茨堡之役前一天，他在盖茨堡担任宪兵司令，大战当天又在兰开斯特县的哥伦比亚（Columbia）担任同一职务，但始终没有参与实战。正如历史学家阿尔伯特·豪斯（Albert V. House）所言：“他的戎马生涯值得敬佩，但还远没有到艰巨的程度，他的大部分职责都是日常侦察，这很少会有交火的可能”。

## 联邦众议院

### 入选国会

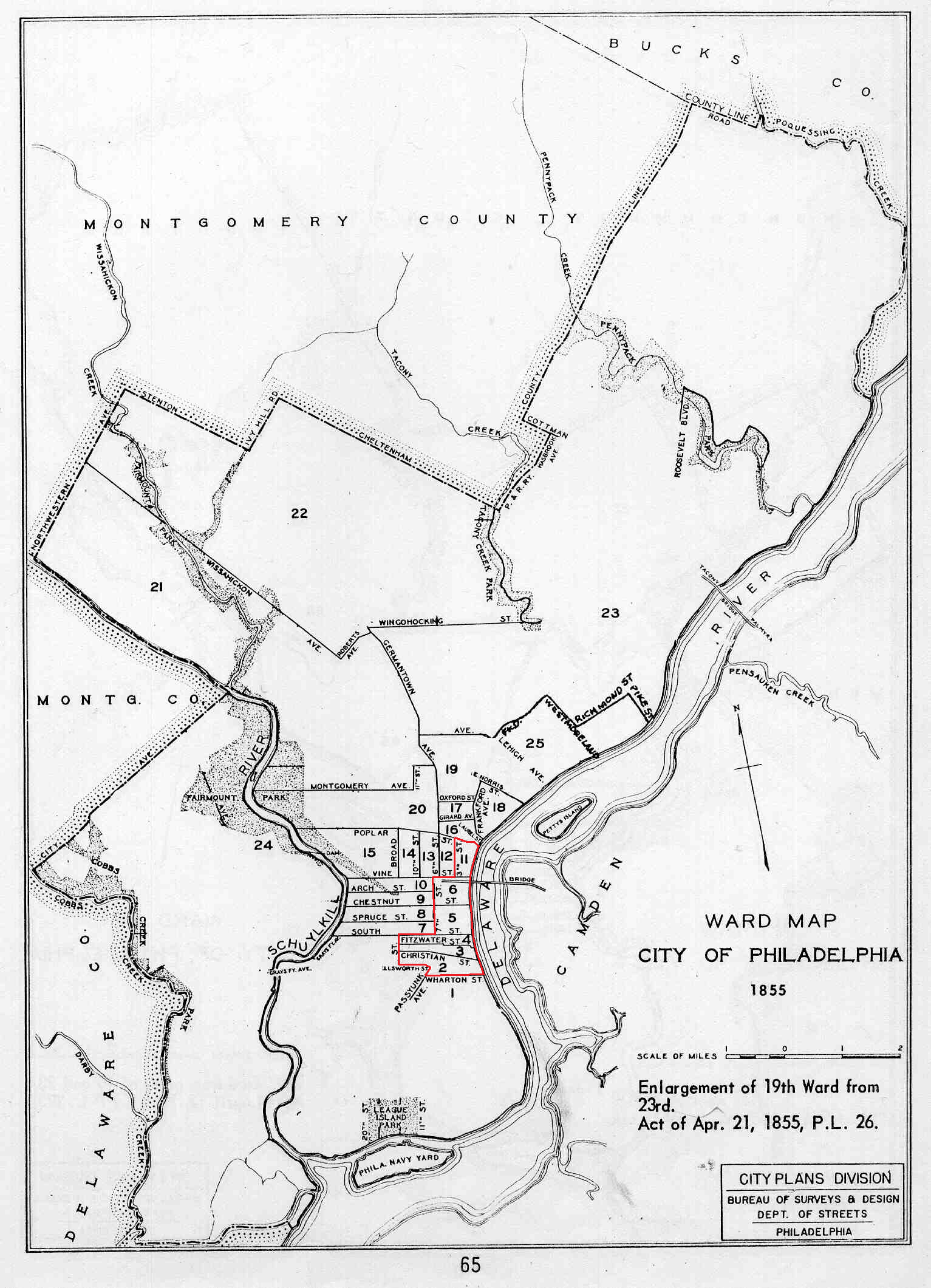
1862年的宾夕法尼亚州第一国会选区（以红色线条框出）

1862年，兰德尔当选宾夕法尼亚州第一国会选区联邦众议员。由共和党主控的议会通过杰利蝾螈手段尽可能把费城所有的民主党人全部划分到第一选区内，以此取得4个稳固的共和党选区。在这样的情况下，获得第一选区的民主党提名就无异于当选，兰德尔战胜前任市长理查德·沃克斯（Richard Vaux）获得提名，然后又在普选中轻取共和党对手爱德华·韦伯（Edward G. Webb）。他的胜利离不开民主党党魁威廉·麦克马伦（William "Squire" McMullen）的帮助，后者也是兰德尔终生的盟友。
根据19世纪60年代的国会日程，1862年11月当选的第38届联邦国会议员要从1863年12月才开始工作。兰德尔从第一骑兵分队退役后，于这个月抵达哥伦比亚特区，走进共和党占据多数的国会工作。身为少数党的一员，兰德尔很少会有编撰法案的机会，但很快就因工作勤奋认真而闻名。同样在1862年当选的共和党议员詹姆斯·G·布莱恩之后称，兰德尔有“强烈的党性，拥有许多领导人的要素。他……从未疏忽自己的职责，也从未忘记民主党的利益”。
兰德尔关注自己选区内制造商的利益，并且特别关注保护性关税。虽然民主党在国会中属少数党，但兰德尔经常发言，维护自己选民的利益。据豪斯记载：
他能以迅雷不及掩耳之势说出讽刺十足的妙语。他的嗓音相当高亢，特别是在兴奋的时候，仿佛铜管乐器发出刺耳的尖叫。他的面容通常很吸引人……但要是有心对抗，这张脸就会变得乌云密布。
民主党在国会中仍属少数，兰德尔对众议院的运作程序虽然日益熟悉，但在立法上仍然缺乏建树。外界对他的关注度不高，但选民都很满意，所以他一直都能取得连任。

### 内战和重建时期

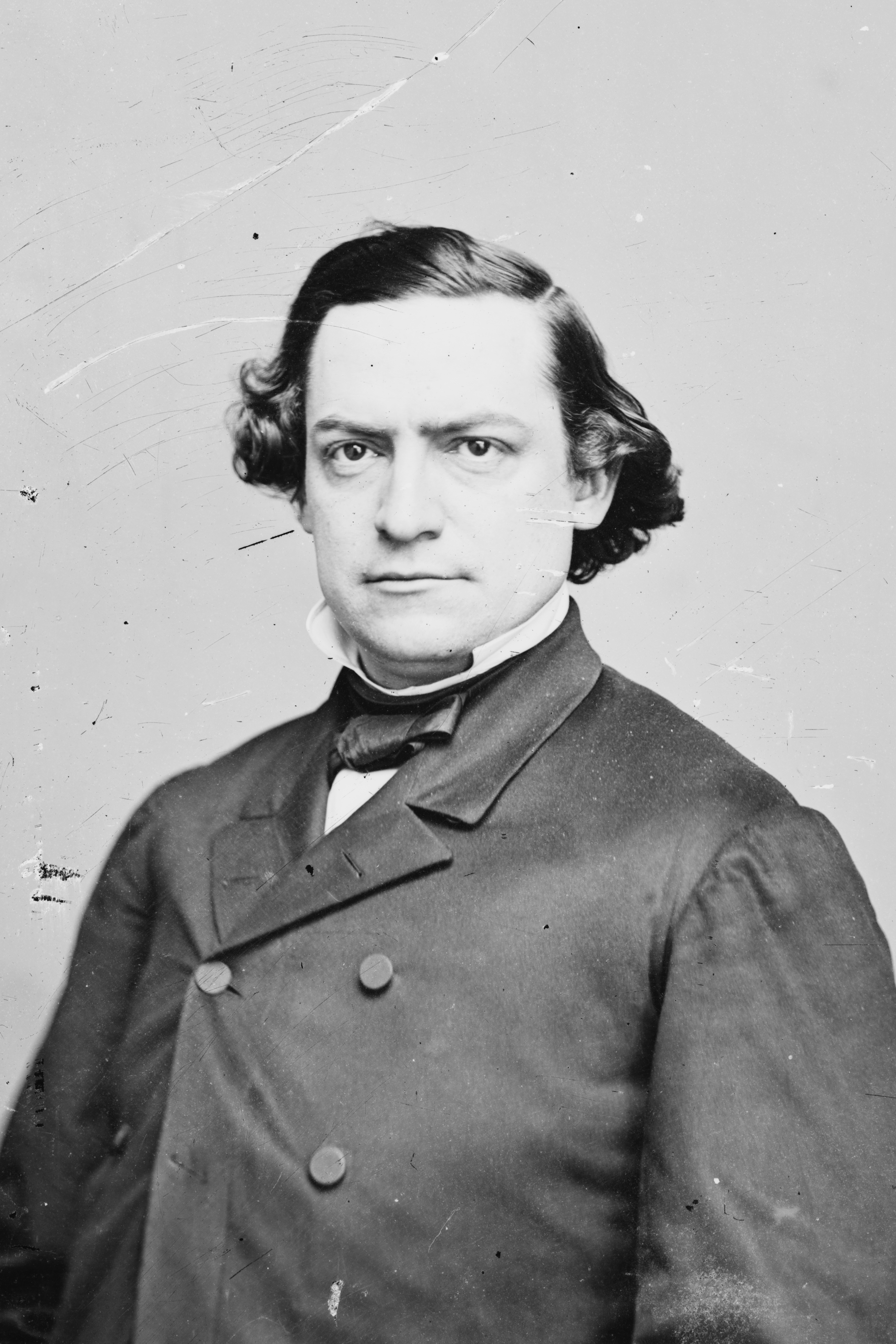
入选国会后不久的兰德尔

第38届国会于1863年12月开幕时，内战已接近尾声。兰德尔属主战派民主党人，有时会站到共和党议员的同等立场，支持旨在战胜南方邦联的措施。面对授权总统亚伯拉罕·林肯晋升尤利西斯·辛普森·格兰特担任中将的法案，兰德尔投了支持票，这和大部分民主党议员截然相反。不过，他和大部分民主党议员之后都投票反对黑人进入北军服役。
战争结束后，兰德尔坚定反对共和党人提出的大部分战后措施。1865年，共和党人提出旨在废除奴隶制的第十三条宪法修正案，兰德尔发言表示反对。兰德尔表示，他也反对奴隶制，但他还是反对这条修正案，因为这是“改变宪法和篡权的开始”。林肯总统遇刺后，安德鲁·约翰逊继任总统职位，兰德尔支持新总统重建战败南方的政策，因为这些政策同国会中共和党多数的提议相比更为温和。1867年，共和党议员要求南方所有期望投票、出任公职，或是在联邦法院出庭从事法律业务的人用绝对忠诚誓词宣誓，承诺他们永远都不会拿起武器对抗联邦。兰德尔发起长达16小时的冗长辩论阻止提案通过，但最终还是功败垂成。
兰德尔反对重建措施之举引起民主党核心党团的注意。1867年2月，他采用拖延战术，将另一位宾夕法尼亚州议员撒迪厄斯·史蒂文斯提出的军事重建法案的讨论时间延迟了两周，这已足够将众议院对法案的表决时间延迟到国会下次开幕。兰德尔还发言反对第十四条宪法修正案，不过他支持修正案的第4款，其中规定国会不得取消联邦债务，合众国或任何一州都不得承担或偿付因援助对合众国的作乱或反叛而产生的任何债务或义务。许多共和党人声称，如果民主党重掌大权，他们就会取消任何反叛州欠下的联邦债务。虽然在重建的其它方面存在分歧，但兰德尔在债务问题上还是坚定地和共和党人（以及大部分北方民主党人）站在同一立场。
针对安德鲁·约翰逊的弹劾程序启动后，兰德尔成为总统在众议院中主要的辩护者之一。众议院决定弹劾总统后，兰德尔又努力争取由司法委员会而非专门组建特别委员会来展开调查，因为他深信特别委员会中将会由支持弹劾的议员占据。兰德尔的努力未能见效，他支持总统的多场演说也是徒劳无功，众议院以128票赞成，47票反对通过弹劾动议。弹劾案接下来由联邦参议院接手，参议院的投票结果没有将总统定罪，总统离任后，兰德尔继续在国会工作，基本没有因此事受到影响。

### 金融立法

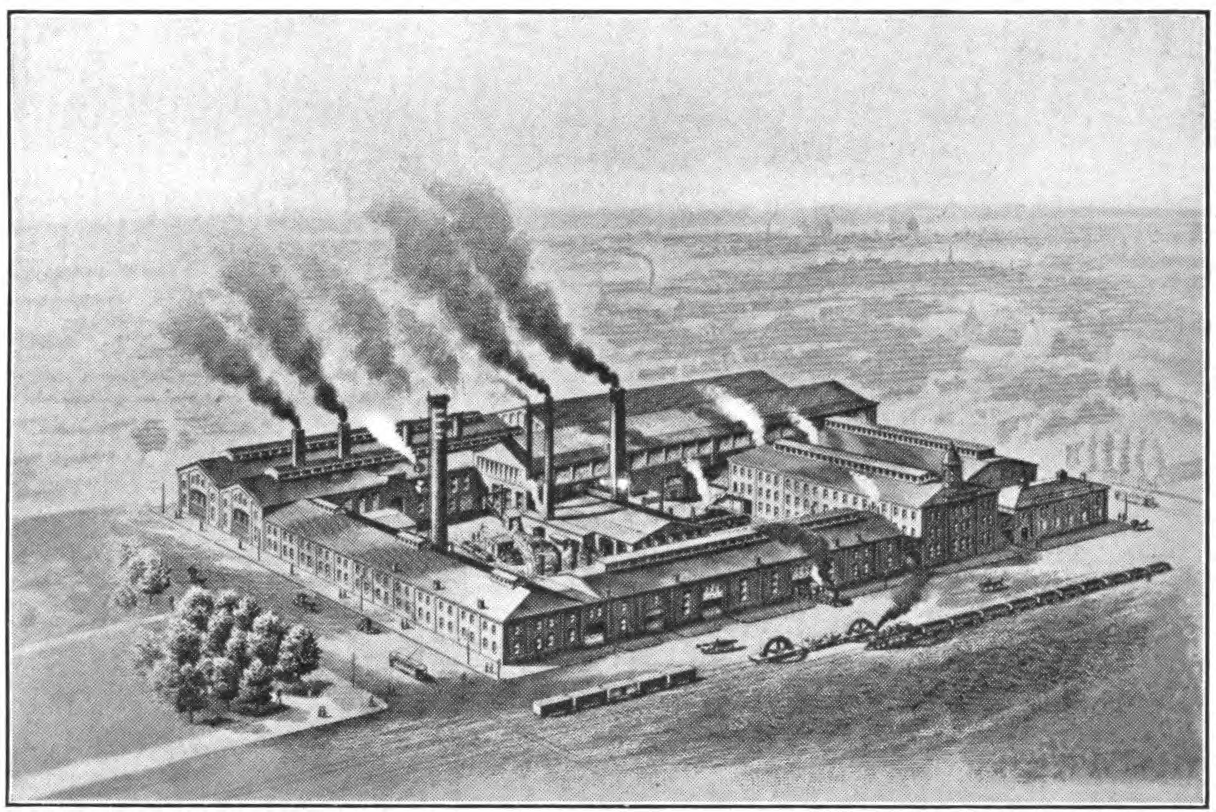
兰德尔对高关税的支持令费城工人受益

1868年，共和党人格兰特入主白宫，第41届联邦国会又像上届一样共和党议员占据多数，所以接下来几年里，兰德尔仍然只是少数派的一分子。进入银行和货币委员会后，他开始关注财务事宜，脑中长期反对银行业霸权的思想也在这时苏醒。美国各方这时针对美元价值基础的争执正愈越愈越，支持金本位（即货币价值由黄金担保）的人被称为“硬钱”支持者，通过铸造银币、发行由政府债卷担保的纸币（绿钞）来激发通货膨胀的政策则被称为“软钱”政策。兰德尔认为美元应由黄金保值，但对绿钞态度友善，总体而言，他认为货币供应量应当保持稳定，并用绿钞替换银行发行的纸币。兰德尔还认为，联邦政府应该直接向公众销售债卷，而不是仅向大型银行出售，银行再通过转售获利。但是，他未能说服共和党多数议员通过上述的任何一条措施。
兰德尔和共和党议员合作，将联邦政府财政收入的来源由税收转为关税。在他看来，针对酒类的税负导致税收负担不合理，这其中也特别涉及他选区内那些自行酿造蒸馏酒的选民。他还觉得内战期间开始征收的所得稅有欠公平，大额退税往往由强大的商业利益集团所得。兰德尔在最后一个问题上取得成功，众议院通过修正条款，要求所有金额在500美元以上的退税须经联邦地区法院审理。他还设法取消茶叶、咖啡、雪茄和火柴的税收，觉得这些税率都不成比例地加大了穷人的负担。税收减免令这些商品对于美国的普通百姓来说更加实惠，高额关税则令外国商品趋于昂贵，国内工人及企业主因此受益。
兰德尔对关税立法总体上青眼有加，在这方面他更多是和共和党而非民主党同僚站到同一战线。19世纪60年代末到70年代初，他努力提高多种进口商品的关税。不过，有时他也会因觉得他人提议的关税额实在太高而同共和党议员出现分歧。传记作家阿尔弗雷德·豪斯（Alfred V. House）认为，兰德尔支持“高额关税……很大程度上是因为他觉得这些高关税额度带来的好处可以令劳动人民获益”。1870年，兰德尔认为生铁关税太高而投下反对票，没有尊重另一位宾夕法尼亚州众议员威廉·“生铁”·凯利的意愿。兰德尔称自己提议的保护主义关税政策为“附带性保护”政策，在他看来，关税额度在足以保障政府运作开销的同时，只需让那些需要关税保护的行业在面对国际竞争时能够存活下来即可。

### 拨款和调查
虽然民主党在国会属少数党，但兰德尔还是用大量时间仔细审查共和党提出的拨款法案。格兰特担任总统期间，他对许多拨款法案中数以千计的项目提出质疑，经常在削减超出各部门需求的拨款项目上得到共和党人支持。当时，联邦政府行政部门的支出经常超过拨款额度，然后再向国会呈请补充拨款。这些补充拨款法案通常会在国会议程接近尾声时提出，没有经过多少辩论就草草通过。兰德尔提出旨在中止这种做法的法案，最终也顺利通过成为法律。对于大量土地被划拨给铁路公司的情况，兰德尔提议禁止将土地赠予私营企业，但未能成功。
对拨款法案的调查促使兰德尔专注于国会和格兰特政府在财政领域的不当行为，这其中最具影响的就是动产信贷公司丑闻。在这起事件中，联合太平洋铁路因向美国动产信贷建筑公司支付过高费用导致破产。经过调查发现，美国动产信贷公司是联合太平洋铁路主要股东拥有的企业，还有多位国会议员拥有该公司的股票，而且购买这些股票时就得到价格优惠。兰德尔在调查中所起的作用虽然有限，但他提出多项法案要求禁止此类欺诈行为，还要求弹劾与丑闻有牵连的副总统斯凯勒·科尔法克斯。兰德尔还参与另外多起丑闻的调查，其中包括私营税收征管承包商的税务欺诈丑闻（桑伯恩事件），以及邮政合同承包欺诈丑闻（星星之路丑闻）。
1873年，国会通过一项法案为议员加薪，此事导致兰德尔自己也身陷丑闻。第42届联邦国会在议程最后一天投票通过法案，将议员薪资上调50%，并且从这届议员任期开始时就生效。兰德尔投了赞成票，并对取消追溯加薪的修正条款投下反对票。通过的法案之后人称《强索工资法案》（Salary Grab Act），引起全美各地的公愤。兰德尔为法案辩护，称加薪有助于国会议员抵御诱惑，减少欺诈行径。面对法案激起的民愤，第43届联邦国会开幕后几乎马上就废除了法案，兰德尔也投下支持票。

### 崭露头角

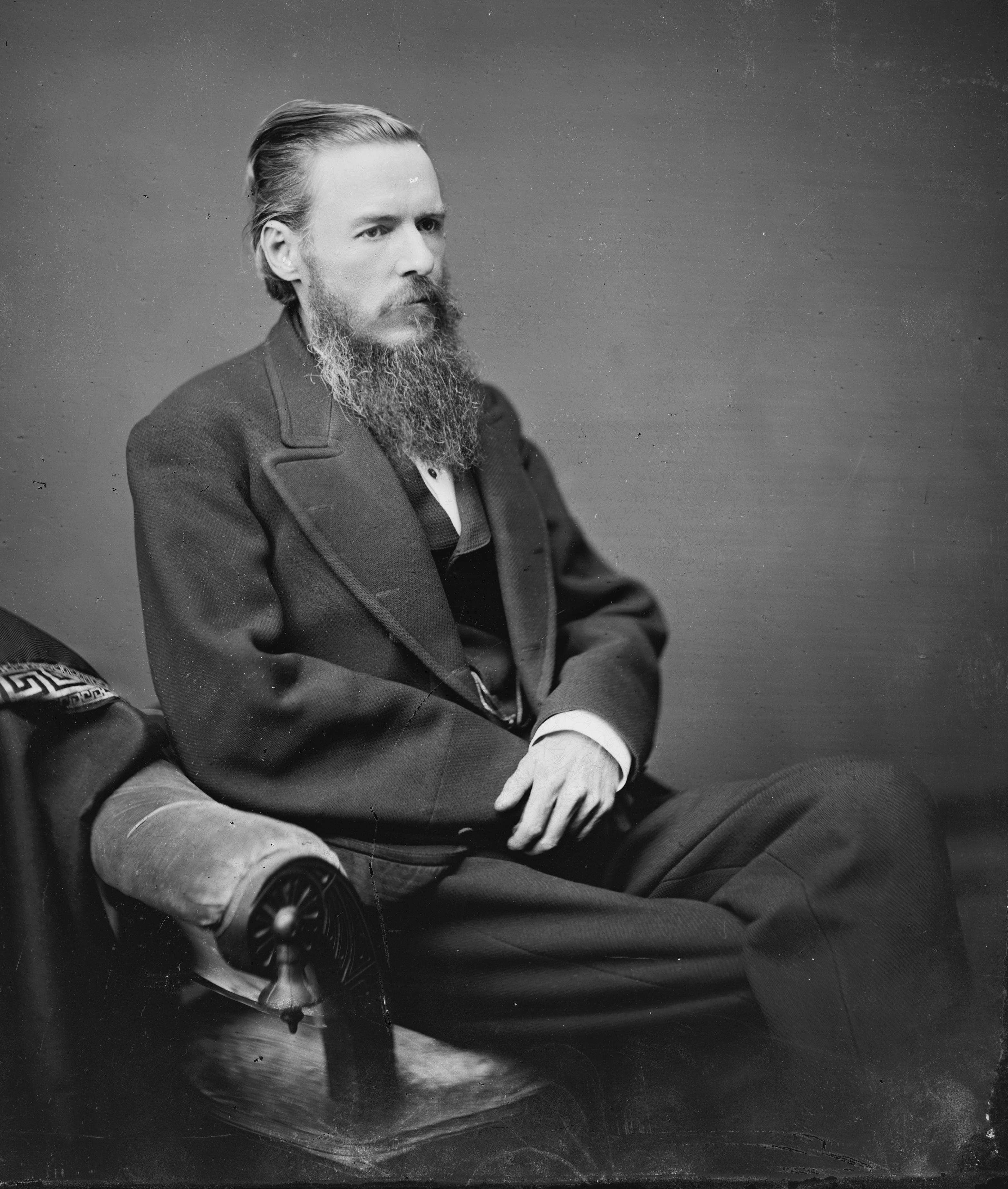
1875年，迈克尔·克尔战胜兰德尔担任议长，但1876年便在任上去世。

第43届国会于1873年召开时，民主党仍然是少数党。兰德尔继续反对共和党提出的举措，特别是那些旨在加大联邦政府权力的法案。国会在这届议程期间提出新民权法案，比之前的任何同类法案都要激进。国会通过的上一个民权法案已经授权联邦法院和军队来保障黑人男性及女性公民的公民权利不被任何一州剥夺。这次，来自马萨诸塞州的联邦参议员查尔斯·萨姆纳（Charles Sumner）提出新法案，要求任何公民在公共场所都享有平等权利。萨姆纳于1874年辞世，法案也尚未通过，但包括马萨诸塞州联邦众议员本杰明·巴特勒（Benjamin Butler）在内的其他激进派共和党议员接过旗杆，继续为法案通过努力。
兰德尔站出来反对这条法案，正如他反对几乎所有的重建法律一样。由于国会无法达成共识，法案的表决一直推迟到1874年12月开始的跛脚鸭议程。到了这个时候，民众对格兰特政府的失望情绪和恶化的经济状况共同影响，促使民主党在这年的中期选举中咸鱼翻身。1875年3月第44届联邦国会开幕时，民主党在众议院占据多数，自内战爆发以来，这还是破天荒的头一遭。与此同时，即将离任的共和党人为萨姆纳的法案做最后一搏，兰德尔及其他民主党议员立刻对提出的法案采取行动，希望能利用议会程序继续推迟表决时间，直至这届议程结束。兰德尔及党团采用各种手段拖延法案进程，一度令其在众议院楼层停留了72小时之久。最终，民主党虽然令共和党的有效票数有所减少，但仍然不足以改变结果，法案以162票支持，100票反对获得通过。虽然最终还是失败，但兰德尔阻挠法案的做法为他赢得其他民主党同仁的尊重。
1875年民主党夺得众议院主控权后，兰德尔成为众议院议长的候选人。但是，党团内有许多人对支持兰德尔感到犹豫，觉得他和铁路利益集团走得太近，同时也不能确定他在货币问题上的立场。此外，他在《强索工资法案》的通过中发挥的主导作用也很可能产生了不利影响。兰德尔这时还忙于同威廉·安德鲁·华莱士（William A. Wallace）争夺宾夕法尼亚州民主党的控制权。华莱士于1874年当选联邦参议员，有传言称他曾在担任州参议员期间收受贿赂，令他的影响力大打折扣。兰德尔希望能控制全州的民主党政治机器，这一贿赂传闻为他带来良机。1875年1月，兰德尔在州议会中的盟友开始对华莱士的派系展开调查，最终令州内民主党领导人都站到华莱士的对立面。宾夕法尼亚州民主党大会于1875年9月召开，兰德尔在长期盟友麦克马伦的帮助下取胜，州民主党开始由他的亲信控制。
事实证明，派系林立的宾夕法尼亚州民主党对兰德尔争夺议长席位的胜算非常不利。最终，民主党人选择的议长人选是来自印第安纳州的迈克尔·克尔（Michael C. Kerr），兰德尔则成为拨款委员会主席。接下来他开始专注于缩减政府开支，不顾共和党主创的参议院反对，将预算削减了3000万美元。克尔的身体状况很差，经常无法出席议程，但兰德尔还是偏向于专心处理拨款事务，不愿临时顶替议长职位。1876年，克尔和兰德尔开始更为密切地合作，但克尔在这年8月病逝，议长职位再度出缺。

## 众议院议长

### 海斯和蒂尔登

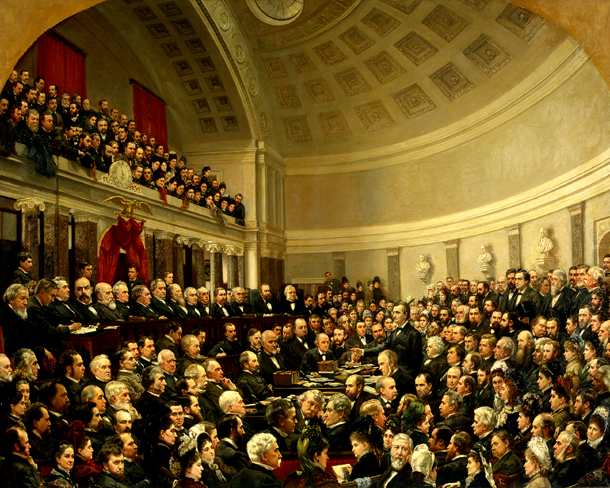
1876年总统大选的争议最终由选举委员会裁定

克尔去世后，兰德尔成为民主党党团中议长的一致人选，于1876年12月2日国会重新开幕时正式当选。新议长在动荡之时上任，这年的总统大选刚在上个月结束，却无法确定到底哪位候选人获胜。民主党候选人是纽约州前州长塞缪尔·蒂尔顿，他已经赢得184张选举人票，距获胜所需的185票仅有一步之遥。共和党候选人，俄亥俄州前州长拉瑟福德·伯查德·海斯则有163票，剩下的22票归属存疑。
12月上旬，兰德尔同蒂尔登会晤，多个委员会则在审查存争议州的选票。但点算这些选票的结果也存在问题，多个州都发来两份完全相反的选举结果：民主党官员签发的结果宣称民主党候选人获胜，共和党官员则宣布共和党候选人胜出。两党对此争论不休，到1877年时问题仍然悬而未决，最终国会和格兰特总统同意，组建选举委员会来裁决选举结果。
兰德尔支持由选举委员会裁决，觉得这是解决这一棘手问题的最佳办法。根据通过的法案，委员会共由15人组成，其中国会两院各派5人，最高法院再派5人。同时为确保党派平衡，所有成员中民主党和共和党各7人，再由这14人中的两个共和党人和两个民主党人选出无党派大法官。无党派大法官大卫·戴维斯在两党都备受推荐，是这第15人中呼声最高的人选，但这样的巧妙安排却被意外打乱了。民主党人占优的伊利诺伊州议会经投票推举戴维斯担任该州联邦参议员，期望这样的示好能令大法官对民主党总统候选人青眼相看。但出人意料的是，戴维斯选择辞去大法官职位出任参议员，并拒绝进入选举委员会。最高法院剩下的大法官都是共和党人，最终入选的是大法官约瑟夫·P·布拉德利（Joseph P. Bradley），这样委员会中就形成8比7的共和党多数。虽然自己的党派处于劣势，但兰德尔仍然支持这一妥协，甚至在唱名表决时投下赞成票（议长通常不投票）。最终委员会以完全遵循党派立场的8比7投票结果将所有争议州的选举人票都判给共和党候选人，海斯因此当选新任总统。
对于这样的结果，民主党人义愤填膺，许多人都要求对众议院的最终计票加以阻挠。兰德尔对此并不热心，但还是允许众议院数次休会，延迟最终决定的时间。随着3月4日就职典礼日期的逐渐临近，共和、民主两党领导人在首都沃姆利酒店商谈妥协方案。民主党人以不反对海斯当选为条件，换取新总统结束重建、将联邦军队撤出南方的承诺，而且不得对南方各州选出民主党主导的政府横加干涉。最终包括兰德尔在内的民主党领导人同意停止阻挠议事，海斯当选总统。

### 货币纠纷

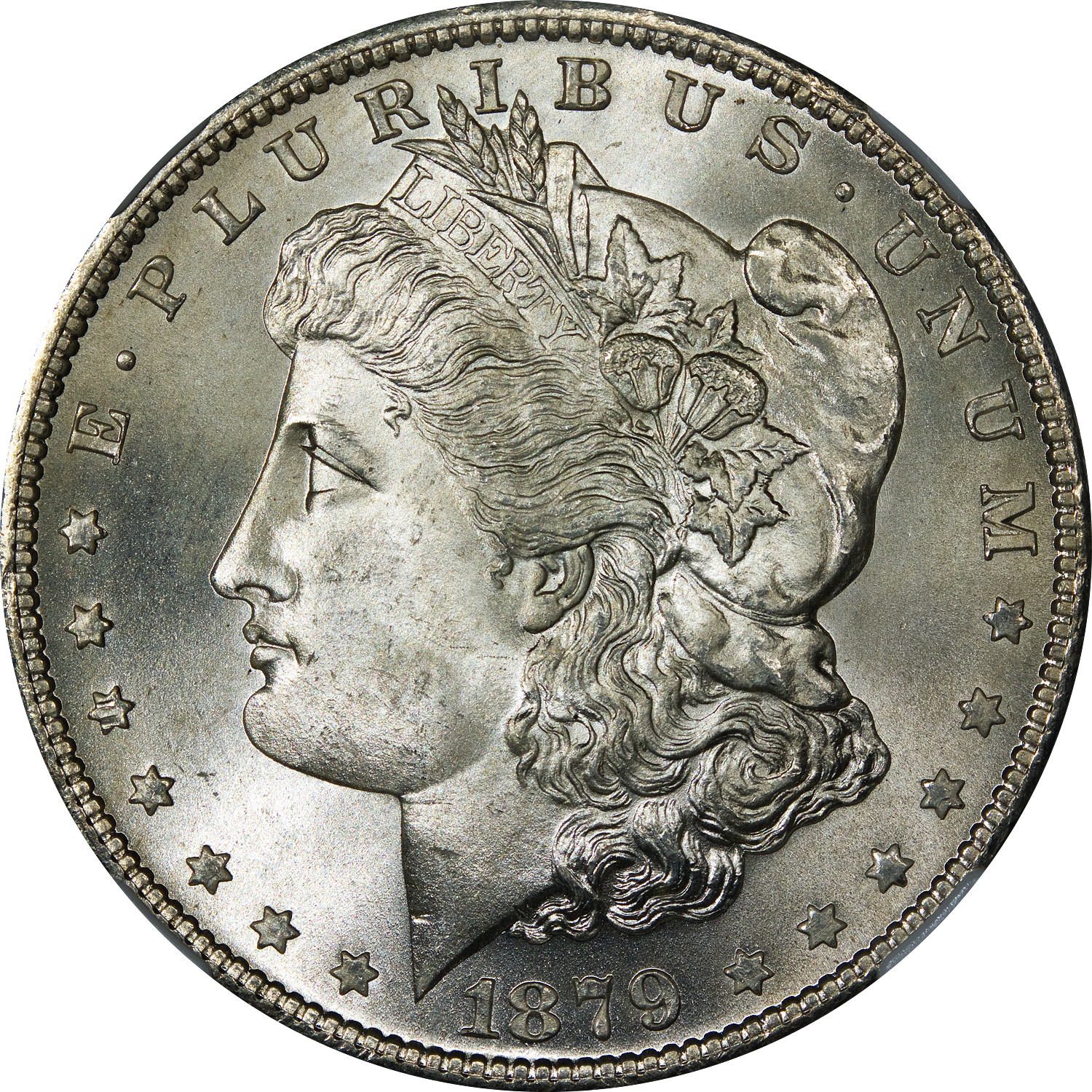
1878年，兰德尔和大部分民主党人支持授权发行银元，上图就是摩根银元的正面。

第45届联邦国会于1877年3月开幕，兰德尔返回哥伦比亚特区并再度当选议长。议程开始后，许多民主党议员都决定废除《1875年恢復硬幣法案》。该法案是在共和党上次主控众议院时通过，旨在逐步将所有绿钞退出商业流通，以保值硬币（如金币或银币）取代。国会之前已通过《1873年铸币法案》中止金银复本位，所以1875年法案的实际效果就是令美国回归内战之前的金本位。兰德尔1875年时就对此法案投下反对票，所以这次他同意由众议院投票将其废除，提案以微弱优势通过。但是，仍控制在共和党人手里的联邦参议院拒绝对法案采取任何行动。
废除法案的尝试虽然失败，但银元问题上的争议却远远没有完结。密苏里州民主党联邦众议员理查德·P·布兰德（Richard P. Bland）提出法案，要求联邦政府将矿主出产的所有白银全部买下并铸造成硬币，此举将大幅提高钱币供应量，对债务人非常有利。简而言之，白银矿商只需向政府提供价值50至70美分的银锭，就能够获得价值1美元的银元做为回报。兰德尔准许法案在1877年11月的国会特别议程期间表决，最终众议院在94名议员缺席的情况下以163票支持，34票反对通过法案。这项倾向于自由铸造银币运动的法案还获得跨党派范围的支持，爱荷华州共和党联邦参议员威廉·B·阿利森（William B. Allison）在参议院中努力确保法案通过。阿利森还在参议院为法案增加附加条款，要求政府每个月需购买价值200至400万美元的银锭，但不允许私人将白银存入铸币局。因此，银元面值和其中所含金属之间的价格差（即铸币税）就成为政府所得，不会落入普通百姓的口袋。海斯总统否决了法案，但国会又以绝对多数推翻总统的否决，《布兰德－艾利森法案》（Bland-Allison Act）生效成为法律。

### 波特委员会
随着1880年总统大选临近，许多民主党人仍然坚信1876年时蒂尔顿被不公正地剥夺了总统职位。纽约州联邦众议员克拉克森·诺特·波特（Clarkson Nott Potter）是蒂尔顿的支持者，他要求对1876年佛罗里达州和路易斯安那州的选举展开调查，希望能找到共和党人不当行为的证据，降低1880年大选时共和党候选人的胜算。包括兰德尔在内的民主党核心小组一致支持这一要求，委员会于1878年5月开始工作。部分民主党高层人士希望能调查所有州的选举，但兰德尔和其他更为温和的民主党人确保委员会的调查工作只限在存在争议的两个州以内。
经兰德尔指派进入波特委员会的都是民主党和共和党中海斯的敌人，他对这些人的立场也没有任何怀疑，但委员会的调查却产生同民主党人预期完全相反的结果。委员会发现：蒂尔登的外甥威廉·蒂尔登·佩尔顿（William Tilden Pelton）曾向争议州的南方共和党人行贿，确保蒂尔登赢得他们的选票。佩尔顿的电报是用代码所写，但委员会成功破译，共和党人也有发出加密的信件，只是委员会破译不了。1878年6月，国会进入休会，事件至此告一段落，没有产生较大影响。

### 再次当选议长
第46届联邦国会于1879年召开，民主党人的议席数有所减少，但仍占据多数。新众议院中有152位民主党议员，139名共和党议员和20名无党派议员，这些无党派议员大部分都和绿背党有关联。兰德尔支持以高关税为代表的贸易保护主义，同时又不愿支持南方铁路补贴，这样的立场同许多民主党同僚存在分歧，他们因此考虑提名来自肯塔基州的约瑟夫·克莱·斯泰尔斯·布莱克本（Joseph Clay Stiles Blackburn）担任议长。反对兰德尔的民主党派系希望集中力量确保成功，所以还考虑过另外多位来自南方的人选，但他们最终没能找到任何足以同兰德尔一较短长的人选，后者也在152名议员中得到107票支持获得提名。由于有部分民主党议员缺席，国会中的民主党议员担心共和党会和绿背党联手，推举来自俄亥俄州的詹姆斯·艾布拉姆·加菲尔德担任议长。但到了即将表决时，加菲尔德拒绝同第三党达成任何交易，因此兰德尔得以再度当选。

### 公民权利和军队
兰德尔致力于削减政府开支，南方民主党人则希望限制联邦政府在南方各州的权力。在这两种因素的共同影响下，众议院通过新的军队拨款法案，其中的附加条款废除了一度用于打击三K党的《实施法》（Enforcement Acts）。《实施法》是在重建时期顶着民主党的反对通过，该法规定，因他人种族而限制其投票权属违法行为。海斯决心维护这条保护黑人选民的法案，因此动用否决权否决军队拨款法案中的附加条款。民主党人无法获得推翻总统否决的绝对多数，但他们又通过新法案，其中同样加上这一附加条款。海斯再度行使否决权，双方的拉锯战一共持续了3个回合。最终，海斯签署的拨款法案上没有这条附加条款，国会则还以颜色，拒绝再通过任何法案提供联邦执法官的经费，这些执法官对于落实《实施法》来说至关重要。保障黑人选民投票权的法律虽然有效，但用来确保法律实行的经费却不能足额到位。兰德尔在这一过程中所起的作用有限，但由于未能带领民主党迫使海斯让步，他在1880年大选中获得提名的胜算也受到不利影响。

### 1880年总统大选
对于即将举行的1880年大选，兰德尔有两大目标，首先是增强对宾夕法尼亚州民主党的控制，其次则是提名蒂尔顿竞选总统。虽然他在1875年成功压制住华莱士，但参议员的派系经过几年发展又变得强大起来。兰德尔认为，要想保住议长位置，并在下届总统的游说势力中拥有相当影响，他就必须确保州民主党团结起来支持他。为了达成这一目标，兰德尔用国会工作以外的大部分时间在宾夕法尼亚州各地行走，为自己在1880年州民主党大会上争取支持。但是，他的部分盟友做出的过分举动也反过来对兰德尔产生不利影响，例如麦克马伦就一度与兰德尔的部分支持者闯进闯进费城第5区的反兰德尔派系会议现场，双方出现暴力冲突，导致1人死亡。
宾夕法尼亚州民主党大会于1880后4月开幕，兰德尔本对胜利充满信心，但却很快发现华莱士的派系人数更多。华莱士的人马夺得州民主党费城总部的控制权，虽然兰德尔的支持者也赢得部分议席，但大部分位置还是由参议员的盟友所得。虽然出现这一重大失利，但兰德尔还是继续在州内和州外支持蒂尔顿。虽然有流言称，蒂尔顿身体状况欠佳，很可能无法再度参选，但兰德尔在6月的党派全国大会上还是忠于蒂尔顿。首轮投票过后，纽约州代表取出蒂尔顿的密信告知大会他不会参选。接下来兰德尔期望原本忠于蒂尔顿的代表会把票投给他。许多代表确是如此，兰德尔也在第2轮投票中排名第2，但情况很快发生变化，局面已经倒向同样来自宾夕法尼亚州的内战将领温菲尔德·斯科特·汉考克少将。最终，几乎所有州的代表都投向汉考克的阵营，他以705票赢得提名。
在兰德尔看来，自己遭到了许多人的背叛，但他还是义无反顾地支持党派的选择。竞选期间，汉考克坚守军事岗位，像共和党候选人詹姆斯·艾布拉姆·加菲尔德一样遵循当时的传统，没有亲自参与竞选，实际竞选则是由包括兰德尔在内的其他民主党人代劳。兰德尔在宾夕法尼亚州及中西部各州巡回演说，尽力为汉考克争取支持，对抗加菲尔德，但最终还是徒劳无功。加菲尔德最终以214张选举人票当选，宾夕法尼亚州也是共和党候选人获胜。对兰德尔来说更糟的是，共和党人还借加菲尔德的东风重夺众议院掌控权，这也意味着兰德尔担任议长的日子走到了尽头。

## 在众议院服务的最后几年

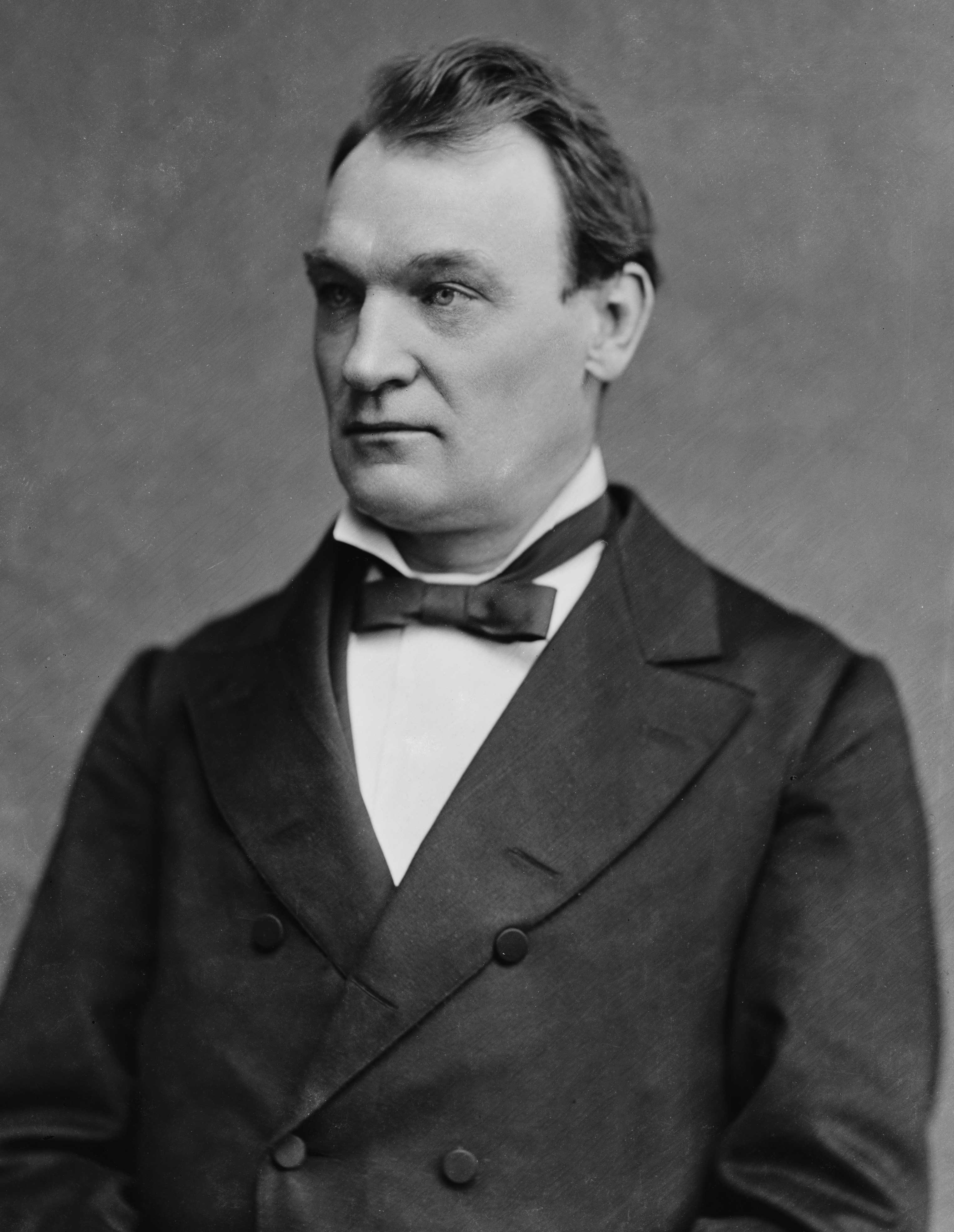
约翰·G·卡莱尔于1883年战胜兰德尔当选众议院议长

### 关税
1881年，兰德尔返回哥伦比亚特区参加第47届联邦国会，共和党这时已占据众议院多数席位。这年7月初，加菲尔德总统遭到枪击并于9月去世，副总统切斯特·艾伦·阿瑟继任。阿瑟和大部分共和党人一样支持高关税，但他也希望能简化关税结构并减少消费税。回归拨款委员会的兰德尔对关税的看法和总统不谋而合，是众议院中少数投票支持总统方案的民主党人之一。由贸易保护主义者主宰的筹款委员会提出法案，其中只把关税降低10个百分点。这个比例还在众议院同参议院会谈后进一步降低，各种商品的关税平均降幅仅有1.47%。1883年3月3日（这也是第47届国会的最后一个全天），法案以微弱优势在两院通过，再经亚瑟签字生效。兰德尔在最终辩论中发挥的作用有所减少，因为他在国会中的支持者希望能更大幅度地降低关税，但他故乡的选民则完全相反。
1882年选举过后，民主党再次夺得众议院多数席位，但党派立场却在第48届联邦国会中出现分裂，以兰德尔为首的贸易保护主义者只占少数。与之前几届相比，本届国会中来自南部和西部的民主党议员更多，其中很多都是对兰德尔来说颇感面生的新人。在这样的背景下，兰德尔回归议长位置就不再显得顺理成章，许多议员提出其他人选。兰德尔这时又患上痛风，无法有效争夺选票，令情况雪上加霜。最终，以倡导关税改革著称的肯塔基州议员约翰·G·卡莱尔以104票轻取仅获53票支持的兰德尔夺得议长席位。
卡莱尔安排同样倡导关税改革的威廉·罗尔斯·莫里森（William Ralls Morrison）领导筹款委员会，但还是让兰德尔继续执掌拨款委员会。在莫里斯的引领下，筹款委员会提出法案，建议将关税降低20%，兰德尔则从一开始就和共和党人一起反对这项提案。然而，就在1884年4月这一关键时期，兰德尔的病情恶化，无法前去投票，莫里斯的关税法案以仅两票的优势突破程序上的关卡，距表决通过仅一步之遥。两天后，兰德尔掌管的拨款委员会向众议院汇报多项有他支持的拨款法案。许多之前投票支持莫里斯法案的民主党议员这时想到，兰德尔完全有能力令那些对他们来说到非常重要的支出法案胎死腹中，所以到了最终表决时，多位民主党议员站到共和党人的立场，法案最终以151票支持，156票反对未获通过。

### 1884年总统大选
同4年前一样，对1884总统大选民主党提名的竞争同样是在蒂尔顿的影响下展开。1884年6月，蒂尔顿因身体状况恶化被迫退出，兰德尔觉得自己终于有了放开手脚实现总统抱负的机会。虽然他得到部分宾夕法尼亚州代表的支持，但到7月全国大会开幕时，之前蒂尔登的大部分追随者都已经团结在纽约州州长格罗弗·克利夫兰周围。大会早期，兰德尔同克利夫兰的竞选经理丹尼尔·曼宁会晤，此后不久，支持兰德尔的代表就接获指示在大会上把票投给克利夫兰。据阿尔伯特·豪斯在兰德尔的传记中记载：“兰德尔和曼宁实际达成的交易内容尚不得而知，但……多种迹象表明兰德尔得到（曼宁的）承诺，可以获得宾夕法尼亚州联邦职位分配的控制权”。
兰德尔在克利夫兰的竞选过程中发挥了很大作用，他在新英格兰、宾夕法尼亚州、俄亥俄州、弗吉尼亚州、纽约州和康涅狄格州为候选人摇旗呐喊，特别是在那些选民倾向可能存疑的地区，兰德尔在演说中向选民保证，民主党不打算大幅降低关税，导致他们失业。最终克利夫兰以微弱优势战胜共和党对手詹姆斯··布莱恩。选举结束后，兰德尔还在这年两度到访南方。他自称这些都只是私人行程，但还是引发他在为1885年再度竞选议长争取支持的猜测。

### 抵制关税改革
1885年第49届联邦国会开幕时，克利夫兰在关税问题上的总体立场仍然不明。兰德尔则忙于宾夕法尼亚州的联邦职位分配并继续统领拨款委员会，没有再去争夺卡莱尔的议长位置。1886年2月，身为筹款委员会主席的莫里斯提出法案，建议通过每个月购买并取消价值1000万美元的联邦债卷来减少财政盈余。克利夫兰反对这一方案，兰德尔则同另外13位民主党议员以及大部分共和党议员反对法案。但过了几个月，克利夫兰又对莫里斯降低关税的提议表示支持，共和党议员则同兰德尔的贸易保护主义集团联手抵抗。时间进入1887年的跛脚鸭议程后，兰德尔试图在关税问题上达成妥协，希望能消除部分原材料的税负，同时向烟草和部分酒类征收消费税。法案得到部分南方民主党人和其他保护主义势力的支持，但共和党人及其他民主党议员仍然反对。

### 影响力逐渐衰减

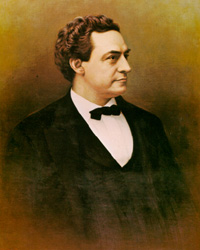
威廉·A·格里夫斯在1891年兰德尔去世后所绘的肖像画

针对关税问题的斗争在1887年第50届联邦国会开幕后继续，民主党人控制的众议院议席数量虽有减少，但仍占据多数。克利夫兰这时已公开同关税改革派站到一起，还在1888年支持德克萨斯州众议员罗杰·米尔斯（Roger Q. Mills）的提案。莫里森竞选连任失败后，米尔斯就成为筹款委员会主席，他对关税改革的支持程度也同前任不相伯仲。米尔斯提出的法案中对原材料关税的降幅较小，但制造业商品的关税降幅很大，来自制造业选区的兰德尔因此立即就表态反对。就在众议院对法案表决时，兰德尔再度因病缺席，法案以162票支持，149票反对通过。参议院这时已落入共和党人之手，他们拒绝就法案表决，第50届国会于1889年结束，法案也随之尘封。
米尔斯和克利夫兰在这项关税法案上的失利虽然可以视为兰德尔的胜利，但众议院的投票结果却也凸显昔日议长因贸易保护主义理念而在同僚中显得多么格格不入：投票反对降低关税的民主党议员仅有4人。宾夕法尼亚州民主党同样站到兰德尔的对立面，全面拥抱自由貿易理念，在1888年州民主党大会上通过倾向改革关税的党纲。与此同时，兰德尔似乎又改变他在财政金融领域长期坚持的立场，投票支持共和党人推翻克利夫兰对《依赖和残疾养恤金法》（Dependent and Disability Pension Act）的否决。根据这项法案，所有北军老兵（或是其遗孀）只要自承无法再进行体力劳动，就可以得到政府补贴的养老金，并且不论其伤残是否是因参战导致。克利夫兰的否决主要是出于缩减政府权力和开支的角度，兰德尔以往也抱持这一立场。但前议长这次可能是为了争取自己选区内退伍军人选民的青睐，才站到共和党人的立场试图推翻总统的否决。豪斯还认为，兰德尔可能认为降低关税是为了减少联邦预算盈余，所以希望通过加大联邦政府支出来减少盈余，维持高关税的必要性。无论是出于何种原因，这次推翻否决的尝试都以失败告终，并且导致兰德尔和民主党同僚更加疏远。

### 辞世
据《纽约时报》报道，1888年时，兰德尔在关税和和养恤金法上的立场已经导致他从实际角度成为共和党人。从战术角度上来说，同对立党派站在同一立场投票非常有效，因为这也令他在选区内面对的共和党对手只是象征性的人选，根本不可能对兰德尔的连任构成威胁。兰德尔的身体状况继续恶化，新一届国会于1889年开幕时，他得到特殊照顾，可以在病床上宣誓就职。缅因州共和党议员托马斯·布拉克特·里德（Thomas Brackett Reed）成为新任议长并任命兰德尔执掌筹款委员会，但后者在这个任期里对该委员会没有产生影响。
1890年4月12日，塞缪尔·杰克逊·兰德尔因大肠癌在哥伦比亚特区的家中谢世，享年61岁。兰德尔在去世前不久加入首都的第一长老会教堂，他的葬礼也是在该教堂举行，身后遗骨下葬在费城劳瑞尔山墓园（Laurel Hill Cemetery）。从1862年首度当选直至离世，兰德尔在两年一度的选举中不断赢得连任，是这些年里唯一一位一直在全国范围拥有突出影响力的民主党政治家。美国钢铁协会在讣告中盛赞兰德尔始终坚持保护美国钢铁行业：“塞缪尔··兰德尔不是伟大的学者，不是伟大的演说家，也不是伟大的作家，但是，他仍然有着坚定的良知、敏锐的感知、极大的勇气、宽广的视野以及非凡的工作能力”。西德尼·波梅兰茨（Sidney I. Pomerantz）于1932年完成的硕士论文，以及阿尔伯特·豪斯1934年的博士论文是研究兰德尔生平的仅有学术著作，但两篇论文均未发表。20世纪50年代，宾夕法尼亚大学图书馆收藏了大量有关兰德尔的文献，另外还有多篇期刊文章是以他为主题（其中数篇都是豪斯撰笔），截至2015年9月，还没有介绍兰德尔的完整学术传记面世。

## 引注
1. 1 2  Memorial 1891，第6–7頁.
2. 1 2 3  House 1934，第2頁.
3. ↑  Scharf 1884，第595頁.
4. ↑  Memorial 1891，第6–7, 119頁.
5. ↑  House 1934，第4–5頁.
6. 1 2  Memorial 1891，第120頁.
7. 1 2 3 4 5  House 1934，第3頁.
8. 1 2  Ward 1910，第348頁.
9. ↑  Ward 1910，第245頁.
10. ↑  Memorial 1891，第36頁.
11. ↑  House 1934，第4頁.
12. 1 2  House 1934，第5頁.
13. 1 2  House 1934，第6–7頁.
14. 1 2 3 4  Memorial 1891，第121頁.
15. 1 2 3 4 5  House 1934，第8–9頁.
16. 1 2  Memorial 1891，第122頁.
17. ↑  Memorial 1891，第122頁; Dubin 1998，第195頁.
18. ↑  House 1934，第10頁.
19. ↑  House 1934，第12頁.
20. ↑  Blaine 1886，第566頁.
21. 1 2 3 4 5 6 7 8  House 1935，第350頁.
22. 1 2 3  House 1934，第13–14頁.
23. 1 2 3 4  Memorial 1891，第123頁.
24. ↑  Foley 2013，第484頁.
25. 1 2  House 1934，第16頁.
26. ↑  House 1940，第51–52頁.
27. 1 2  House 1940，第54頁.
28. ↑  House 1940，第55頁.
29. ↑  House 1934，第19頁.
30. 1 2  House 1934，第23頁.
31. 1 2 3 4  House 1934，第24頁.
32. 1 2  House 1934，第22頁.
33. ↑  Trefousse 1989，第315頁.
34. 1 2  House 1934，第47–49頁.
35. ↑  House 1934，第25頁.
36. 1 2 3 4  House 1934，第29頁.
37. ↑  House 1934，第30頁.
38. 1 2  House 1934，第31頁.
39. ↑  Memorial 1891，第30, 69頁.
40. ↑  House 1934，第32頁.
41. ↑  House 1934，第33頁.
42. ↑  House 1934，第222頁.
43. ↑  House 1934，第35頁.
44. 1 2 3 4  House 1934，第36頁.
45. ↑  House 1934，第38–39頁.
46. 1 2 3  House 1934，第40–42頁.
47. ↑  House 1934，第42–43頁.
48. 1 2  Alston et al. 2006，第674頁.
49. ↑  House 1934，第45頁.
50. ↑  Alston et al. 2006，第689頁.
51. ↑  Alston et al. 2006，第674頁; McPherson 1874，第27頁.
52. 1 2 3  Memorial 1891，第125頁.
53. 1 2  Wyatt-Brown 1965，第763頁.
54. ↑  Wyatt-Brown 1965，第769頁.
55. 1 2 3 4  Wyatt-Brown 1965，第771頁.
56. ↑  Wyatt-Brown 1965，第774頁.
57. ↑  House 1934，第58頁.
58. ↑  House 1965，第255–256頁.
59. ↑  House 1965，第262–268頁.
60. ↑  House 1934，第62–63頁.
61. ↑  House 1934，第68–70頁.
62. ↑  House 1956，第251頁.
63. ↑  House 1956，第252頁.
64. ↑  House 1956，第256–260頁.
65. ↑  House 1956，第260–265頁.
66. 1 2  House 1965，第269–270頁.
67. 1 2  House 1934，第84–89頁.
68. ↑  House 1934，第92頁.
69. ↑  House 1934，第90–91頁.
70. 1 2  Robinson 2001，第126–127, 141頁.
71. ↑  House 1934，第93頁.
72. 1 2  Robinson 2001，第145–154頁.
73. 1 2 3 4  任东来 2004.
74. ↑  House 1934，第95頁.
75. ↑  Robinson 2001，第158頁.
76. ↑  House 1934，第96頁.
77. ↑  Robinson 2001，第159–161頁.
78. ↑  House 1934，第97頁.
79. ↑  Robinson 2001，第166–171頁.
80. ↑  Foley 2013，第491頁.
81. ↑  House 1934，第103頁.
82. ↑  Robinson 2001，第182–184頁.
83. ↑  Robinson 2001，第185–189頁.
84. ↑  House 1934，第109頁.
85. ↑  House 1934，第124頁.
86. ↑  House 1934，第48, 125頁.
87. ↑  House 1934，第125頁.
88. 1 2  Hoogenboom 1995，第356頁.
89. 1 2  House 1934，第125–126頁.
90. 1 2 3  Hoogenboom 1995，第358–359頁.
91. 1 2  House 1934，第127頁.
92. ↑  Guenther 1983，第283–284頁.
93. ↑  House 1934，第129–130頁.
94. ↑  Hoogenboom 1995，第366頁.
95. 1 2  Guenther 1983，第289–291頁.
96. ↑  Hoogenboom 1995，第367頁.
97. 1 2 3 4 5  House 1934，第114–115頁.
98. 1 2 3 4 5  Hoogenboom 1995，第392–402頁.
99. ↑  House 1934，第131–132頁.
100. ↑  House 1934，第176–177頁.
101. 1 2  House 1934，第161頁.
102. ↑  House 1934，第165–174頁.
103. ↑  House 1934，第174–175頁.
104. ↑  House 1934，第182–184頁.
105. ↑  House 1934，第184–185頁.
106. ↑  House 1934，第185–187頁.
107. ↑  House 1960，第201–203頁.
108. 1 2 3  Clancy 1958，第139–140頁.
109. ↑  House 1960，第210–211頁.
110. ↑  House 1934，第191頁.
111. ↑  Ackerman 2003，第164–165, 202頁.
112. ↑  House 1934，第192–193頁.
113. 1 2 3 4  Ackerman 2003，第221頁.
114. 1 2  Reeves 1975，第330–333頁.
115. ↑  House 1934，第227頁.
116. 1 2  Reeves 1975，第334–335頁.
117. ↑  House 1934，第232頁.
118. 1 2  Poulshock 1962，第301頁.
119. ↑  House 1934，第235頁.
120. 1 2  House 1934，第236頁.
121. 1 2  House 1934，第237–238頁.
122. 1 2  House 1934，第239–240頁.
123. ↑  House 1934，第240–241頁.
124. 1 2  Welch 1988，第28–29頁.
125. ↑  House 1934，第242頁.
126. 1 2  House 1934，第244頁.
127. ↑  Welch 1988，第31頁.
128. 1 2 3  House 1934，第245頁.
129. ↑  Welch 1988，第40–41頁.
130. 1 2  House 1934，第249頁.
131. 1 2 3  House 1934，第250頁.
132. 1 2  House 1934，第252頁.
133. 1 2 3  House 1934，第253頁.
134. 1 2 3  Welch 1988，第87–89頁.
135. ↑  House 1934，第254頁.
136. ↑  House 1934，第281頁.
137. ↑  House 1934，第219頁.
138. ↑  Welch 1988，第63–64頁.
139. ↑  Welch 1988，第101頁.
140. 1 2 3  House 1934，第220頁.
141. 1 2  New York Times 1890.
142. 1 2 3  House 1934，第282頁.
143. 1 2  House 1934，第283頁.
144. ↑  Adams 1954，第48–49頁.
145. ↑  Bulletin 1890，第108頁.
146. 1 2  Foley 2013，第481–482頁.
147. ↑  Adams 1954，第45頁.

### 书目
- . Washington, D.C.: Government Printing Office. 1891  [2015-10-13]. OCLC 568611.
- Ackerman, Kenneth D. . New York, New York: Carroll & Graf. 2003. ISBN 0-7867-1151-5.
- Blaine, James G.  2. Norwich, Connecticut: The Henry Bill Publishing Company. 1886  [2015-10-13]. OCLC 4560136.
- Clancy, Herbert J. . Chicago, Illinois: Loyola University Press. 1958. ISBN 978-1-258-19190-0.
- Dubin, Michael J. . Jefferson, North Carolina: McFarland & Co. 1998. ISBN 978-0-7864-0283-0.
- Hoogenboom, Ari. . Lawrence, Kansas: University Press of Kansas. 1995. ISBN 978-0-7006-0641-2.
- House, Albert V. .  XV. New York, New York: C. Scribner's Sons: 350–351. 1935  [2015-10-13]. OCLC 4171403.
- McPherson, Edward. . Washington, D.C.: Solomons & Chapman. 1874  [2015-10-13]. OCLC 17723145. （原始内容存档于2019-07-31）.
- Reeves, Thomas C. . New York, New York: Alfred A. Knopf. 1975. ISBN 978-0-394-46095-6.
- Robinson, Lloyd. . New York: Tom Doherty Associates. 2001 [1968]. ISBN 978-0-7653-0206-9.
- Scharf, John Thomas.  1. Philadelphia, Pennsylvania: L.H. Evarts & Co. 1884  [2015-10-13]. OCLC 1851563. （原始内容存档于2019-07-30）.
- Trefousse, Hans L. . New York, New York: W.W. Norton & Company. 1989. ISBN 0-393-31742-0.
- Ward, George Kemp. . New York, New York: A.T. De La Mare Printing and Publishing. 1910  [2015-10-13]. OCLC 13957563. （原始内容存档于2016-06-18）.
- Welch, Richard E. . Lawrence, Kansas: University Press of Kansas. 1988. ISBN 0-7006-0355-7.
- 任东来. . . 北京: 中国法制出版社. 2004-01: 一、选举制度独一无二 总统大选危机两度. ISBN 7-80182-138-6.

### 文章
- Adams, Thomas R. . Pennsylvania History. 1954-01, 21 (1): 45–54. JSTOR 27769474.
- Alston, Lee J.; Jenkins, Jeffery A.; Nonnenmacher, Tomas. . The Journal of Economic History. 2006-09, 66 (3): 674–706. JSTOR 3874856. doi:10.1017/s0022050706000295.
- Foley, Edward B.  (PDF). UC Irvine Law Review. 2013, 3 (3): 475–509  [2015-10-13]. OCLC 713316046. （原始内容存档 (PDF)于2015-01-18）.
- Guenther, Karen. . The Florida Historical Quarterly. 1983-01, 61 (3): 281–295. JSTOR 30149125.
- House, Albert V. . The Journal of Southern History. 1940-02, 6 (1): 46–71. JSTOR 2191938.
- House, Albert V. . Pennsylvania History. 1956-04, 23 (2): 248–266. JSTOR 27769647.
- House, Albert V. . Pennsylvania History. 1960-04, 27 (2): 188–216. JSTOR 27769951.
- House, Albert V. . The Journal of American History. 1965-09, 52 (2): 252–274. JSTOR 1908807.
- Poulshock, S. Walter. . Pennsylvania History. 1962-07, 29 (3): 291–305. JSTOR 27770119.
- Wyatt-Brown, Bertram. . The Western Political Quarterly. 1965-12, 18 (4): 763–775. JSTOR 445883. doi:10.1177/106591296501800403.

### 论文
- House, Albert V.  (PDF) (学位论文). University of Wisconsin. 1934  [2015-10-11]. OCLC 51818085. （原始内容存档于2015-01-18）.

### 报纸
- . The Bulletin 24 (The American Iron and Steel Association). 1890-04-16: 108  [2015-10-13]. （原始内容存档于2019-07-28）.
- (PDF). The New York Times. 1890-04-14  [2015-10-13]. （原始内容存档于2015-10-13）.

## 扩展阅读
- 有关塞缪尔·J·兰德尔的文献 （页面存档备份，存于），其中包括信件、国会文献和其他印刷品，由宾夕法尼亚州历史学会提供。